# Sitno (Štiavnické vrchy)
Sitno (nadmořská výška 1009,2 metrů) je nejvyšší vrch pohoří Štiavnické vrchy. Leží asi pět kilometrů jižně od Banské Štiavnice v Banskobystrickém kraji. Andezitové stěny obklopují ze tří stran vrchol, na němž stojí rozhledna. Nedaleko vrcholu stojí Vysílač Sitno.
Na vrcholu byly nalezeny pozůstatky pravěkého osídlení. Na východním úbočí hory leží zřícenina hradu Sitno. Pod horou se nachází jezero Počúvadlo. Vrch leží na území CHKO Štiavnické vrchy.
Sitno znamená sítím porostlá hora.

## Geologie
Sitno je zbytek ztuhlého lávového proudu z andezitu, který se vylil v neogénu do pradoliny vytvořené v měkčích sopečných horninách (tufy) a dnes tvoří nejvyšší část pohoří. Vrcholová plošina Sitna je vypreparováným sopouchem z odolnějšího pyroxenického andezitu, který se vyznačuje lavicovitou až deskovitou odlučnosti.

## Flora a fauna
Sitno je místem výskytu několika chráněných druhů rostlin a živočichů:
- výskyt teplomilných i horských druhů rostlin (lilie zlatohlavá, netřesk horský karpatský, česnek žlutý)
- výskyt asi 300 forem růží byl popsán již Andrejem Kmeťom (1841–1908)
- významné zastoupení vegetace skalních štěrbin a stěn na andezitu
- výskyt tzv. Sitnianského srnce – populace se zvláště úhlednými, tmavými a vysoce nasazenými parůžky s perleťovým efektem
- expanze krkavce velkého, který často obsazuje hnízdící teritorium dravých ptáků.

## Rozhledna
Již v roce 1727 dal majitel zámečku ve Svatém Antonu Andrej Jozef Koháry postavit na vrchole Sitna besídku. Tato byla přebudována a jako dřevěná rozhledna (druhá nejstarší na Slovensku) je evidována jako památkový objekt s rokem vzniku 1736 v katastru obce Ilija. Po vymření rodu Koháryovců po přeslici v roce 1826 celé panství přešlo do rukou rodu Coburgovců. Rozhledna na Sitno po zásahu blesku vyhořela v roce 1852, ale v roce 1886 byla na podnět lékaře Coburgovců Dr. Edmunda Viléma Téryho obnovena. Slavnostní otevření se uskutečnilo 8. září 1892. Na slavnost byl pozván i Dr. Téry, který v té době už působil v Budapešti.